# Rinaldo III di Borgogna
Rinaldo III di Borgogna, in francese Renaud III de Bourgogne (1087 circa – 15 gennaio 1148), fu conte di Mâcon e conte di Vienne dal 1102 e conte di Borgogna dal 1127 fino alla sua morte.

## Origine
Rinaldo era il figlio maschio primogenito del conte di Mâcon e conte di Vienne Stefano I detto l'Ardito, che, nel 1097, divenne anche reggente della Franca Contea di Borgogna e di Beatrice di Lorena (?- ca. 1116), figlia del Conte di Metz e Chatenoy e Duca di Lorena, Gerardo I, come ci viene confermato dal documento n° 3791 del Recueil des chartes de l'abbaye de Cluny. Tome 5 (anche se il nome di Beatrice non viene citato, ma viene confermato dalla nota della pagina successiva); Rinaldo infatti viene citato nella Chronica Albrici Monachi Trium Fontium assieme alla sorella Isabella ed al fratello, Guglielmo (Elizabeth sororem comitis Raynaldi de Burgundia et comititis Guilelmi de Ultrasagonnam).
Stefano I, secondo il documento n° 365 del Chartes et documents de Saint-Bénigne de Dijon des origines à 1300 (Dijon) II (non consultato) e secondo la Chronique de l'abbaye de Saint-Bénigne de Dijon era figlio del conte di Borgogna, conte di Mâcon e conte di Vienne, Guglielmo I, detto il Grande o l'Ardito (1020 – 1087), e di Stefania di Borgogna (ca. 1035 – dopo il 1088), di cui non si conoscono con esattezza gli ascendenti, che, secondo la versione più accreditata, era contessa Vienne, figlia di Gerardo di Vienne.
Rinaldo era nipote di Guido di Borgogna (1050-1124), futuro papa con il nome di Callisto II e di Raimondo di Borgogna (circa 1062 – 1107), futuro conte di Galizia e di Coimbra e futuro padre del re Alfonso VII di Castiglia che sarà detto l'imperatore di Spagna.

## Biografia
Nel 1102, suo padre, Stefano, morì in Terra santa, dopo la seconda Battaglia di Ramla; secondo il cronachista della Prima Crociata, Alberto di Aquisgrana, canonico e custode della chiesa di Aquisgrana, fu decapitato assieme a Stefano di Blois dopo essere stato catturato dai Saraceni a Ramla. Anche Guglielmo di Tiro, arcivescovo, nel XII secolo, della città di Tiro, nell'odierno Libano, nel suo Historia rerum in partibus transmarinis gestarum, riporta la morte di Stefano; Rinaldo gli subentrò nei titoli di conte di Vienne e, unitamente al fratello Guglielmo, di conte di Mâcon, mentre il cugino, Guglielmo II detto il Tedesco rimaneva unico conte di Borgogna e diveniva reggente anche delle due contee; ma secondo la storica, Constance Brittain Bouchard, nel suo Sword, Miter, and Cloister: Nobility and the Church in Burgundy, 980-1198, la reggenza fu esercitata dallo zio, Guido di Borgogna, il futuro papa.
Nel 1119 lo zio, Guido di Borgogna (1050-1124), che, nel 1085, era stato nominato amministratore dell'Arcivescovato di Besançon e, nel 1088, secondo Orderico Vitale, era diventato arcivescovo di Vienne, salì al soglio pontificio con il nome di Callisto II.
Nel 1125, alla morte del cugino, Guglielmo II detto il Tedesco, a seguito di un complotto dei suoi baroni, Rinaldo affiancò, Guglielmo, detto il Bambino, che era subentrato al padre nel titolo di conte di Borgogna.
Nel 1127, secondo Anselmi continuatio Sigeberti, Guglielmo, detto il Bambino, morì assassinato dai suoi sudditi, a soli diciassette anni, mentre, in una chiesa, il 27 febbraio (3 Kalend. Martii) pregava dinanzi all'altare; anche gli Annales Sancti Disibodi confermano l'assassinio (Wilhelmus princeps Burgundiæ a suis occiditur). Secondo il Veterum Scriptorum, Tome VI, Fundatio monasterii beatæ Mariæ de Altaripa, l'assassinio viene anticipato di un anno, il 9 febbraio 1126 (1126, 5 Idus Februari), presso Payerne (apud Paterniacum).
Dopo la morte di Guglielmo, detto il Bambino. senza eredi, secondo lo storico tedesco Horst Fuhrmann, nel suo Deutsche Geschichte im hohen Mittelalter. Von der Mitte des 11. bis zum Ende des 12 il nuovo re di Germania, Lotario II di Supplimburgo, per imporre la propria autorità nel regno di Arles o delle due Borgogne, concesse allo zio di Guglielmo, detto il Bambino, Corrado I di Zähringen, il titolo e le funzioni di Rector Burgundiae, con lo scopo di salvaguardare gli interessi del regno di Germania nelle contee del regno di Arles, arrestandone soprattutto il graduale processo di distacco della contea di Borgogna dall'impero. La contea di Borgogna però fu governata da Rinaldo, col titolo di conte.
Approfittando della lotta tra gli aspiranti alla corona imperiale, Lotario II di Supplimburgo eletto re dei Romani, a Worms, nel 1125 (che sarà poi incoronato Imperatore nel 1133), con l'appoggio del clero e di papa, Onorio II, ed il designato successore di Enrico V, il duca di Svevia, Federico II,, che non accettò l'elezione e che, nel 1127, a Spira, aveva favorito l'elezione a re dei Romani, cioè re di Germania, di suo fratello, Corrado III di Hohenstaufen, che, l'anno dopo, ricevette a Milano la corona ferrea (quindi era re d'Italia), Rinaldo III proclamò l'indipendenza della contea dall'impero, ovviamente senza chiederne il permesso ad uno dei due re; ma Rinaldo sconfitto da Corrado I di Zähringen Rector Burgundiae, fu consegnato a Lotario, che gli confiscò la contea; Rinaldo però si oppose fieramente e riuscì a mantenere il controllo di quasi tutta la contea, cedendo a Corrado l'autorità solamente le terre ad est del massiccio del Giura.
In quegli anni a Rinaldo venne riconosciuto il titolo franc-compte, che significa "conte libero", da cui derivò il nome della regione Franche-Comté; infatti secondo il documento n° 103 della Lettre touchant Beatrix comtesse de Chalon, datato 1148 e inerente ad una donazione alla Cattedrale di Besançon, Rinaldo viene citato come conte di Borgogna (Raynaldus Burgundiæ comes).
La morte di Rinaldo, secondo gli Obituaires de la province de Sens. Tome 1 / Tome 1 / Partie 1 /I, Prieuré de Saint-Martin-des-Champs, avvenne il 15 gennaio (XVIII Kal Feb) del 1148, come ci viene confermato dalla nota n° 8 degli stessi Obituaires de la province de Sens. Tome 1 / Tome 1 / Partie 1 /I, Prieuré de Saint-Martin-des-Champs; la data della morte, 15 gennaio, viene confermata anche dai Necrologium ecclesiæ sancti Petri Matisconensis;la sua salma fu inumata nella Cattedrale di Besançon. 
Gli succedette nel titolo di contessa di Borgogna la sua unica figlia Beatrice, dell'età di tre anni, che fu posta sotto la tutela dello zio Guglielmo, conte di Mâcon e di Vienne.

## Matrimonio e discendenza
Intorno al 1130, Rinaldo sposò Agatha di Lorena († dopo il 1148), figlia di Simone I di Lorena (come ci viene confermato dalle Gesta Friderici Imperatoris Ottonis Frisingensis) e di Adelaide di Lovanio; Agatha, sempre secondo il documento n° 103 della Lettre touchant Beatrix comtesse de Chalon, assieme al cognato, Guglielmo, approvò la donazione, del 1148, fatta dal marito alla Cattedrale di Besançon, dove viene confermata la paternità di Agatha (consensu fratris nostri Guillermi comitis et dulcissimae collateralis nostræ Agathæ Lotharingiæ ducis filiæ).

Rinaldo III e Agata di Lorena ebbero una sola figlia:
- Beatrice[27] (ca. 1145 – 15 novembre 1184), contessa di Borgogna e imperatrice e regina d'Italia dal 1156, avendo sposato l'imperatore Federico Barbarossa, come ci conferma la Continuatio Admuntensis[27].

## Ascendenza
|                         |                           |                          | Genitori                 |  |  | Nonni |  |  | Bisnonni              |  |  | Trisnonni                      |  |
|                         |                           |                          |                          |  |  |       |  |  | Rinaldo I di Borgogna |  |  | Ottone I Guglielmo di Borgogna |  |
|                         |                           |                          |                          |  |  |       |  |  | Rinaldo I di Borgogna |  |  | Ottone I Guglielmo di Borgogna |  |
|                         |                           | Ermentrude di Roucy      |                          |  |  |       |  |  | Rinaldo I di Borgogna |  |  |                                |  |
| Guglielmo I di Borgogna |                           |                          |                          |  |  |       |  |  | Rinaldo I di Borgogna |  |  |                                |  |
|                         |                           | Alice di Normandia       | Riccardo II di Normandia |  |  |       |  |  |                       |  |  |                                |  |
|                         |                           | Alice di Normandia       | Riccardo II di Normandia |  |  |       |  |  |                       |  |  |                                |  |
|                         |                           | Alice di Normandia       | Giuditta di Bretagna     |  |  |       |  |  |                       |  |  |                                |  |
| Stefano I di Mâcon      |                           | Alice di Normandia       |                          |  |  |       |  |  |                       |  |  |                                |  |
|                         |                           | …                        | …                        |  |  |       |  |  |                       |  |  |                                |  |
|                         |                           | …                        | …                        |  |  |       |  |  |                       |  |  |                                |  |
|                         |                           | …                        | …                        |  |  |       |  |  |                       |  |  |                                |  |
| Stefania di Vienne      |                           | …                        |                          |  |  |       |  |  |                       |  |  |                                |  |
|                         |                           | …                        | …                        |  |  |       |  |  |                       |  |  |                                |  |
|                         |                           | …                        | …                        |  |  |       |  |  |                       |  |  |                                |  |
|                         |                           | …                        | …                        |  |  |       |  |  |                       |  |  |                                |  |
| Rinaldo III di Borgogna |                           | …                        |                          |  |  |       |  |  |                       |  |  |                                |  |
|                         | Gerardo IV di Bouzonville | Adalberto di Metz        |                          |  |  |       |  |  |                       |  |  |                                |  |
|                         | Gerardo IV di Bouzonville | Adalberto di Metz        |                          |  |  |       |  |  |                       |  |  |                                |  |
|                         | Gerardo IV di Bouzonville | Giuditta                 |                          |  |  |       |  |  |                       |  |  |                                |  |
| Gerardo di Lorena       | Gerardo IV di Bouzonville |                          |                          |  |  |       |  |  |                       |  |  |                                |  |
|                         |                           | Gisella                  | …                        |  |  |       |  |  |                       |  |  |                                |  |
|                         |                           | Gisella                  | …                        |  |  |       |  |  |                       |  |  |                                |  |
|                         |                           | Gisella                  | …                        |  |  |       |  |  |                       |  |  |                                |  |
| Beatrice di Lorena      |                           | Gisella                  |                          |  |  |       |  |  |                       |  |  |                                |  |
|                         |                           | Alberto I di Namur       | Roberto I di Namur       |  |  |       |  |  |                       |  |  |                                |  |
|                         |                           | Alberto I di Namur       | Roberto I di Namur       |  |  |       |  |  |                       |  |  |                                |  |
|                         |                           | Alberto I di Namur       | Liutgarda di Metz        |  |  |       |  |  |                       |  |  |                                |  |
| Edvige di Namur         |                           | Alberto I di Namur       |                          |  |  |       |  |  |                       |  |  |                                |  |
|                         |                           | Ermengarda di Lotaringia | Carlo I di Lorena        |  |  |       |  |  |                       |  |  |                                |  |
|                         |                           | Ermengarda di Lotaringia | Carlo I di Lorena        |  |  |       |  |  |                       |  |  |                                |  |
|                         |                           | Ermengarda di Lotaringia | …                        |  |  |       |  |  |                       |  |  |                                |  |
|                         |                           | Ermengarda di Lotaringia |                          |  |  |       |  |  |                       |  |  |                                |  |

### Fonti primarie
- (LA)  Chronique de l'abbaye de Saint-Bénigne de Dijon.
- (LA)  Monumenta Germaniae Historica, Scriptores, tomus VI.
- (LA)  Monumenta Germaniae Historica, Scriptores, tomus IX.
- (LA)  Monumenta Germaniae Historica, Scriptores, tomus XVII.
- (LA)  Monumenta Germaniae Historica, Scriptores, tomus XX.
- (LA)  Monumenta Germaniae Historica, Scriptores, tomus XXIII.
- (LA)  Recueil des chartes de l'abbaye de Cluny. Tome 5.
- (LA)  ALBERT OF AIX, HISTORIA HIEROSOLYMITANAE EXPEDITIONIS.
- (LA)  WILLIAM OF TYRE, HISTORIA RERUM IN PARTIBUS TRANSMARINIS GESTARUM.
- (LA)  Historia Ecclesiastica, tomus III.
- (LA)  Saeculum XII. Orderici Vitalis, Historia ecclesiastica. Tomus unicum.
- (LA)  Lettre touchant Beatrix comtesse de Chalon.
- (LA)  Obituaires de la province de Sens. Tome 1 / Tome 1 / Partie 1.
- (LA)  Necrologium ecclesiæ sancti Petri Matisconensis.
- (LA)  Veterum scriptorum et monumentorum historicorum, dogmaticorum.

### Letteratura storiografica
- (FR)  Histoire générale et particulière de Bourgogne.
- Ugo Balzani, "L'Italia tra il 1125 e il 1152", cap. XXIII, vol. IV (La riforma della chiesa e la lotta fra papi e imperatori) della Storia del Mondo Medievale, 1979, pp. 801–822.
- Austin Lane Poole, "Federico Barbarossa e la Germania", cap. XXIV, vol. IV (La riforma della chiesa e la lotta fra papi e imperatori) della Storia del Mondo Medievale, 1979, pp. 823–858.
- Paul Fournier, "Il regno di Borgogna o d'Arles dal XI al XV secolo", cap. XI, vol. VII (L'autunno del medioevo e la nascita del mondo moderno) della Storia del Mondo Medievale, 1981, pp. 383–410.